# 경이로운 소문 (드라마)
《경이로운 소문》은 2020년 11월 28일부터 2021년 1월 24일까지 방송된 OCN 토일 드라마이다.

## 기획의도
악귀 사냥꾼 '카운터'들이 국수집 직원으로 위장해, 지상의 악귀들을 물리치는 통쾌하고 악귀를물리치며 발전해나가는 히어로물.

## 제작진

### 제작
- 나영석
- 배익현

### 제작사
- 스튜디오 드래곤
- ㈜네오엔터테인먼트 : ( KBS2 저녁 일일연속극 《천상의 약속》, KBS2 저녁 일일연속극 《내 남자의 비밀》, MBC 주말특별기획드라마 《숨바꼭질》 등 제작 )

### 연출
- 유선동 : ( 영화 《Funking Finger》(감독), 영화 《샌드위치》(감독&제작&편집), 영화 《리피트 & 리미트》(주연), 영화 《VS》(미술&편집&감독&각본&제작), 영화 《아라한 장풍대작전》(각본), 영화 《미스터 주부퀴즈왕》(각본&감독), 영화 《고사 두 번째 이야기: 교생실습》(각색&감독), 드라마 《뱀파이어 검사 시즌 2》(연출), 영화 《내 심장을 쏴라》(각본), 영화 《무수단》(각색), 영화 《0.0MHz》(각본&감독) 등 연출 및 집필 )수ezez

### 극본
- 여지나 : (1회 ~ 12회 집필) → ( 영화 《댄스 댄스》(각본), 영화 《리베라 메》(각본), 영화 《시월애》(각본), 드라마 《9회말 2아웃》(집필), 드라마 《우리들의 해피엔딩》(집필), 드라마 《결혼 못하는 남자》(집필) 등 집필 )
- 유선동 : (13회 집필) → ( 영화 《Funking Finger》(감독), 영화 《샌드위치》(감독&제작&편집), 영화 《리피트 & 리미트》(주연), 영화 《VS》(미술&편집&감독&각본&제작), 영화 《아라한 장풍대작전》(각본), 영화 《미스터 주부퀴즈왕》(각본&감독), 영화 《고사 두 번째 이야기: 교생실습》(각색&감독), 드라마 《뱀파이어 검사 시즌2》(연출), 영화 《내 심장을 쏴라》(각본), 영화 《무수단》(각색), 영화 《0.0MHz》(각본&감독) 등 연출 및 집필 )
- 김새봄 : (14회 ~ 16회 집필) → ( 영화 《이빨 두 개》(각본), 영화 《시선 너머》(각본), 영화 《순정만화》(각본) 등 집필 )

## 등장 인물

### 카운터
- 조병규 : 소문 역 - (모든 카운터의 능력) 특채생, 성인이 되었고, 언니네국수 알바생이다. 10회에서 카운터 자격을 박탈당했지만, 11회에서 다시 카운터 자격을 얻었다. 정의로운 성격이다. 엄마와 아빠를 잃고 현재 할머니와 할아버지와 사는 중이다. 어릴적 교통사고로 인해 다리를 다쳐서 지팡이를 짚고 다니지만 추매옥이 고쳐준다. 지청신을 잡고 엄마.아빠를 다시 만난다.
- 유준상 : 가모탁 역 - (괴력) 전직 형사, 언니네 국수 주방 보조이다. 과거 정영의 연인이다.
- 김세정 : 도하나 역 - (캐치) 언니네국수 서빙. 누군가가 자신의 기억을 읽는것을 싫어한다. 그러나 소문에 의해 읽혔다. 죽은 가족 생각만 하면 눈물이 왈칵 쏟아지지만, 그걸 참으려고 시크한 척을 한다. 삼촌을 싫어한다.
- 염혜란 : 추매옥 역 - (치유) 모탁과 코마 동기이자 카운터 동기, 언니네 국수 주방장이다.
- 안석환 : 최장물 역 - 카운터들의 물주, 대한민국 50대 갑부, 장물유통 회장이다. 늙어서 카운터 활동을 할 수 없게 되자, 뒤에서 젊은 카운터들을 물적으로 도와준다. 추매옥을 좋아한다.

### 융인
- 문숙 : 위겐 바이트 역 - 소문의 저승 파트너, 융의 관리자. 신비한 은색 머리카락의 소유자.
- 김소라 : 김기란 역 - 가모탁의 저승 파트너.
- 은예준 : 우식 역 - 도하나의 저승 파트너.
- 이찬형 : 수호 역 - 추매옥의 저승 파트너이다. 생전엔 추매옥의 아들이었다.
- 우미화 : 감찰관 역 - 융 감찰관. 위겐은 자신의 자격 박탈을 피하기 위해 감찰관에게 소문의 카운터 자격 영구 박탈을 건의했다. 결국 건의를 받아들여 소문을 박탈 시킨다. 소문이 땅을 스스로 소환하는 것에 놀라고, 카운터들의 목숨을 구해주고 악귀 소환에 도움을 준 공을 세워 다시 카운터로 돌아오게 복귀시킨다. 씨익 웃으며 따봉을 날려준 건 덤.
- 임지규 : 동팔 역 - 최장물의 前 융인 파트너. 최장물이 카운터를 은퇴하자 오정구라는 파견직 카운터를 구한다. (15회, 16회)

소무니 귀여워여
-세신사

### 중진시 사람들

#### 소문 가족
- 윤주상 : 하석구 역 - 소문의 외할아버지, 춘옥의 남편
- 이주실 : 장춘옥 역 - 소문의 외할머니, 석구의 아내, 사고로 자신의 딸과 사위를 잃어버려서 그 충격에 치매를 앓고 있음.

#### 소문 학교
- 이지원 : 임주연 역 - 소문의 절친
- 김은수 : 김웅민 역 - 소문의 절친. 학교에서 혁우에게 괴롭힘을 당하다가 마지막 화에 사과를 받는다.
- 정원창 : 신혁우 역 - 신명휘 중진시장의 아들
- 김용한 : 이천중 역 - 신혁우 일당 중 하나. 아버지가 금수저인 걸로 보인다. 소문의 절친을 폭행하고 소문과 맞붙었으나 소문한테 오히려 밀려 참교육을 당한다.
- 김연우 : 정근영 역 - 신혁우 일당 2. 학교 체육관에서 카운터들을 만나자 아버지가 국회의원이라고 밝혔다. 소문의 절친을 폭행하고 소문과 맞붙었으나 소문한테 오히려 밀려 참교육을 당한다.
- 김민호 : 백준규 역 - 혁우의 학교 선배이자 일진 우두머리.
- 이규호 : 떡대 역[1] - 백준규 일당. 소문을 던져 창문을 깨나 이후 반격을 받아 기절했다.
- 장원혁 : 정권 역 - 일진. 등교길에 효철을 괴롭히다 소문에게 제지당한다. 소문과 싸우나 소문한테 오히려 밀려 참 교육을 당한다.
- 박아성 : 하정 역 - 귀걸이를 한 일진. 등교 길에 효철을 괴롭히다 소문에게 제지 당한다. 소문과 싸우나 소문에게 오히려 밀려 참교육을 당한다.
- 윤재욱 : 효철 역 - 일진에게 등교 길에 괴롭힘을 당하던 학생
- 김건호 : 선생 역 - 일진들과 피해 학생들을 학교로 데리고 온 선생으로 학교 폭력을 별 대수롭지 않은 애들 간의 단순한 다툼으로 간주하고 덮기에 급급한 교사

#### 중진경찰서
- 최윤영 : 김정영 역 (†) - 강력계 경위, 과거 모탁의 연인. 최수룡(중진경찰서장)에게 살해 당했다.
- 이경민 : 강한울 역 - 강력계 막내 형사
- 손강국 : 최수룡 역 - 중진경찰서장

#### 중진시청 & 태신그룹
- 이도엽 : 조태신 역 - 태신그룹 회장
- 최광일 : 신명휘 역 - 중진시 재선 시장, 혁우의 아버지, 지청신이 옮겨간 숙주.
- 김승훈 : 노항규 역 - 태신그룹 상무

### 그 외 인물
- 전진오 : 노창규 역 (†)- 노항규의 동생. 신명휘에게 살해 당했다
- 차시원 : 임재철 역 (†) - 단란주점 성폭행 용의자. 창규의 부하다. 철거민 퇴거에 나섰다가 카운터들에게 당하기도 하며, 유일하게 가모탁을 기억하고 있어서 그를 찾아가는 단서를 제공하고 노창규와 같이 살해당했다.
- 이진권 : 세동 역 - 임재철의 부하. 현금 50억을 수금하는 차량의 부두목 위치.
- 김정진 : 장혜경 역 - 중진시장 수행 비서이자 김영님의 오랜 친구로 김영님의 살해 현장을 증거로 찍어 남겨두고 있었으나 자신의 출세를 위해 은폐한 위선자.
- 권혁 : 배상필 역 - 백조모터스의 사장으로 태신건설이 지시하는 살인청부, 협박, 정보조사 등의 일을 수행하고 있다.
- 김이경 : 김영님 역 - 가모탁과 소권이 쫓던 7년 전 사건 피해자. 전기환 회장의 자서전에 시장 신명휘의 선거운동을 돕는 사진이 나왔다.
- 정현우 : 백향희의 변호사 역 - 검사에게 말도 안되는 폭언을 하는 백향희를 감당하지 못해 정신감정을 의뢰한다.
- 박서연 : 김단오 역 - 철거촌 도하나 가족의 집에 몰래 살고 있던 자매 중 언니. 소문의 학교 후배다.
- 이예빛 : 김단비 역 - 철거촌 도하나 가족의 집에 몰래 살고 있던 자매 중 동생.
- 김귀선 : 시대변혁당 당대표 역 - 유력 후보자가 추문으로 낙마하자 신명휘를 만나 경선 후보로 등록할 것을 권유한다. 신명휘에게 태신의 안 좋은 소문 때문에 태신과 거리를 둘 것을 말하는 것을 보면 신명휘보다는 그나마 최소한 생각은 있는 인물인 듯 하다.
- 원성연 : 유영재 역 - 송만호에게 모욕을 당하던 직원. 한승우의 시체를 화장실에서 발견하여, 형사에게 제보를 하지만 오히려 신분이 노출되어 보복을 당하고 맷값을 받게된다.
- 한강호 : 한승우 역 - 송만호에게 죽임을 당한 입사 1개월차 직원. 송만호에 빙의한 악귀가 소환 되자 해방된다.
- 박상현 : 제인 역 - 송만호가 살인 후 갔던 주점의 여종업원. 살해도구인 사원증을 송만호에게 받고 추후 송만호를 협박할 용도로 보관하고 있다가, 기억을 읽은 도하나에게 회수당하고 만다.
- 송지우 : 도하영 역 (†) - 도하나의 여동생. 도하나가 과거에 살던 집을 찾아가서 회상할 때 최초 등장했다
- 남태우 : 장수 동료 역 (†) - 장수와 드럼통에 시체를 처리하던 남자. 찾아온 지청신을 낫을 들고 위협하다 되려 살해당하고, 그의 영혼은 장수에게 먹힌다.
- 이정열 : 심규찬 역 - 지청신이 살았던 자혜보육원의 원장으로, 지청신이 아버지라 부르는 또 다른 인물
- 최고 : 보육원 아이 역 - 장수에게 먹힐 위기에 처하자 이를 본 지청신이 장수를 죽여버리고, 복도로 도망치다가 지청신의 몸을 빼앗은 악귀에게 다시 붙잡히지만 아직 정신이 남아있던 지청신이 악귀에 저항하면서 목숨을 건진다.
- 이윤선 : 정은 역 - 수호의 정혼자. 수호의 기일에 국숫집을 방문해 매옥과 만나 국수를 먹는다. 그리고 청첩장을 전해주며 눈물을 흘린다.
- 심영민 : 권진승 역 - 중진사랑 환경사랑 대표. 딸 소은이가 아픈 덕에 환경 문제에 관심을 가지게 되었고, 여기저기 민원을 넣던 중 소권이 사건을 맡아서 조사하게 되었다.
- 이도국 : 권진호 역 - 중진사랑 환경사랑 대표의 동생으로 소은을 집에서 보살피고 있다.
- 고은서 : 소은 역 - 중진사랑 환경사랑 대표의 딸. 태어났을 때부터 몸이 좋지 않았다. 현재 림프암 판정을 받은 상태.
- 이도경 : 전기환 역 - 신명휘의 후원회장. 과거 시장 신명휘의 부친을 머슴으로 부렸다.
- 강정우 : 석공 한씨 역

## 시청률
최저 시청률과 최고 시청률은 시청률 조사회사와 지역별로 시청률에 차이가 있을 수 있습니다.
| 2020년 | 2020년    | 2020년         | 2020년       | 2020년 |
| 회차   | 방송일    | 닐슨 시청률    | 닐슨 시청률  |        |
| 회차   | 방송일    | 대한민국(전국) | 서울(수도권) |        |
| ------ | --------- | -------------- | ------------ | ------ |
| 1화    | 11월 28일 | 2.702%         | 3.800%       |        |
| 2화    | 11월 29일 | 4.350%         | 4.145%       |        |
| 3화    | 12월 5일  | 5.329%         | 5.789%       |        |
| 4화    | 12월 6일  | 6.724%         | 6.370%       |        |
| 5화    | 12월 12일 | 6.060%         | 6.695%       |        |
| 6화    | 12월 13일 | 7.654%         | 7.364%       |        |
| 7화    | 12월 19일 | 7.721%         | 7.602%       |        |
| 8화    | 12월 20일 | 9.302%         | 8.963%       |        |
| 2021년 |           |                |              |        |
| 9화    | 1월 2일   | 8.386%         | 8.289%       |        |
| 10화   | 1월 3일   | 9.093%         | 9.188%       |        |
| 11화   | 1월 9일   | 8.677%         | 7.764%       |        |
| 12화   | 1월 10일  | 10.581%        | 10.203%      |        |
| 13화   | 1월 16일  | 9.372%         | 9.476%       |        |
| 14화   | 1월 17일  | 9.926%         | 9.870%       |        |
| 15화   | 1월 23일  | 8.995%         | 8.550%       |        |
| 16화   | 1월 24일  | 10.999%        | 10.785%      |        |

## 결방

### 2020년
- 12월 26일 9화, 12월 27일 10화: 방송사 내부 사정으로 결방. (특선영화로 나쁜 녀석들: 더 무비방영) 2021년 1월 2일 9화 방송, 2021년 1월 3일 10화 방송

## 수상 목록
- 2021년 제57회 백상예술대상 TV부문 여자조연상 (염혜란)
- 2021년 케이블TV 방송대상 PP작품상 드라마 부문 대상

## 참고 사항
- 이홍내와 강정우는 영화 《메이드 인 루프탑》 이후로 1개월만에 재회하는 작품이다.

## 같이 보기
- 경이로운 소문 시리즈
- 경이로운 소문 2: 카운터 펀치